# Jabik Veenbaas
Jabik Veenbaas (Hijlaard, 23 januari 1959) is dichter, schrijver, vertaler en filosoof. Hij schrijft in het Nederlands en in het Fries. 

## Leven
Jabik Veenbaas volgde het Christelijk Gymnasium in Leeuwarden en studeerde Engels aan de Universiteit van Amsterdam en Wijsbegeerte en Fries aan de Vrije Universiteit (VU). Hij debuteerde in 1990 met de Friestalige verhalenbundel Tusken himel en hel en publiceerde sindsdien verschillende Nederlandstalige en Friestalige boeken. Hij ontplooide zich tevens als criticus en werd in 1999 recensent Fries proza voor de Leeuwarder Courant, wat hij vijf jaar zou blijven. Ook recenseerde hij filosofisch werk voor Het Financieel Dagblad. Daarnaast publiceerde hij artikelen en essays over filosofische en literaire onderwerpen in bladen als Trouw, Filosofie Magazine en  Tirade, en Nederlandstalige poëzie in onder meer Het liegend konijn, Poëziekrant en Hollands maandblad. 
Vanaf 1985 publiceerde Veenbaas vertalingen uit het Engels, Duits, Frans en Fries naar het Nederlands en vanuit het Engels naar het Fries. Hij vertaalde werk in allerhande literaire genres en daarnaast veel filosofisch werk. Voor zijn vertalingen van gedichten van de klassieke Friese dichter Obe Postma in de bundel Van het Friese land en het Friese leven werd hem in 1999 de vertaalprijs van de provincie Friesland toegekend. In 2010 kreeg hij samen met collega-vertaler Willem Visser de Filter-vertaalprijs voor het vertalen van Kritiek van het oordeelsvermogen van Immanuel Kant. Veel succes oogstte hij met zijn filosofische boek De Verlichting als kraamkamer (Amsterdam, 2013), waarin hij vijftien Verlichtingsdenkers in hun historische context plaatst en hun belang voor vandaag onderzoekt. Het boek stond op de shortlist van de Socrates Wisselbeker 2014.

## Werk(selectie)

### Proza
- Tusken Himel en Hel (verhalen, 1990)
- De brulloft fan Valentijn (verhalen, 2000)
- De wite ûle (verhalen, 2006)

### Poëzie
Friestalig
- Metropolis (2001)
- De jefte (2003)
- Brieven oan myn bern (2004)
- De sinne, it smelle bêd, myn lichem (2007)

In Nederlandse vertaling
- Darwinistische weemoed (tweetalige uitgave) (2006)
- Brieven aan mijn kind (2007, tweede druk 2010)
- De zon, het smalle bed, mijn lichaam (2009)

Nederlandstalig
- Om de zee te bevaren (2011)
- Mijn vader bad (2015)
- Stad van liefde (2017)
- Soms kijkt de aarde me aan (2020)
- Kamermuziek (2024)

### Essay, non-fictie
- De lêzer is in duvel (2003)
- Zolang de wind van de wolken waait. Geschiedenis van de Friese literatuur. Mede-auteur. (2006)
- De Verlichting als kraamkamer. Over het tijdperk en zijn betekenis voor het heden (2013)
- Odysseus' onvoltooide reis. De ontwikkeling van een mythische held in de westerse literatuur. (2021)
- De essentie van Kant (2022)
- Meer dan mooie woorden. De moderne roman als levensgids. (2025)

### Bloemlezingen
- Jo Smit, De moderne roman as moraliteit (Essays.Samenstelling en inleiding Jabik Veenbaas) (2000)
- Grote denkers over verdriet en troost (Samenstelling en inleiding Jabik Veenbaas) (2004)
- Theodore Dalrymple, Profeten en Charlatans (Essays. Keuze, vertaling en inleiding Jabik Veenbaas) (2009)
- Ik ben een onderling onverzoenlijk ratjetoe (Brieven van Chris J. van Geel. Selectie, inleiding en annotaties Marsha Keja en Jabik Veenbaas) (2012)

### Vertalingen
Filosofie en essay
- I.F. Stone, Het proces Socrates (1988)
- Deirdre Bair, Simone de Beauvoir. Biografie (1990), Vertaling Christine Quant en Jabik Veenbaas
- Immanuel Kant, Prolegomena (1999) Vertaling, inleiding en annotaties J. Veenbaas en W.F. Visser
- Immanuel Kant, Kritiek van de zuivere rede (2004) Vertaling, inleiding en annotaties J. Veenbaas en W.F. Visser
- Immanuel Kant, Kritiek van de praktische rede (2006) Vertaling, inleiding en annotaties J. Veenbaas en W.F. VisserTheodore Dalrymple,  Drugs. De mythes en de leugens (2006)
- Roger Scruton, Waarom cultuur belangrijk is (2007)
- Theodore Dalrymple,  Leve het vooroordeel! De noodzaak van vooropgezette ideeën (2008)
- Immanuel Kant, Kritiek van het oordeelsvermogen Vertaling, inleiding en annotaties J. Veenbaas en W.F, Visser (2009)
- Roger Scruton, Het nut van pessimisme (2010)
- Theodore Dalrymple, Door en door verwend (2011)
- Jürgen Habermas, Een toekomst voor Europa (2013)
- Theodore Dalrymple, Struinen, lezen en denken (2013)
- Wilhelm Schmid, Gelatenheid (2015)
- Eva Illouz, Waarom liefde pijn doet (2015)
- Saul Friedländer, Franz Kafka. schrijver van schuld en schaamte (2015)
- Jürgen Habermas, De structuurverandering van het publieke domein (2015)
- Thomas Nagel, Het laatste woord (2016)
- Julien Offray de Lamettrie, Het geluk (2016) Vertaling, inleiding en annotaties J. Veenbaas
- Mary Wollstonecraft, Pleidooi voor de rechten van de vrouw (2017), Vertaling en annotaties W.F. Visser, Inleiding J. Veenbaas
- Edmund Burke, Bespiegelingen over de revolutie in Frankrijk (2019) Vertaling, inleiding en annotaties J. Veenbaas
- Adam Smith, De welvaart van landen (2019) Vertaling, inleiding en annotaties J. Veenbaas
- Thomas Paine, De rechten van de mens (2020), Vertaling, inleiding en annotaties J. Veenbaas.
- Adam Smith, De theorie over morele gevoelens (2020), Vertaling en annotaties W.F. Visser, Inleiding J. Veenbaas.
- Henry S. Salt, Dierenrechten en maatschappelijke vooruitgang (2021), Vertaling en inleiding J. Veenbaas.
- Jean Le Rond d'Alembert, Inleidend betoog bij de Encyclopédie (2022), Vertaling, inleiding en annotaties J. Veenbaas
- W.E.B. Du Bois, De ziel van zwart Amerika (2022), Inleiding Stephan Sanders, Vertaling en annotaties Jabik Veenbaas, Nawoord Babah Tarawally

Poëzie (Engels-Nederlands)
- Chris Abani, Maar mijn hart is onvergankelijk Keuze, vertaling en inleiding Jabik Veenbaas (2003)
- Walt Whitman, Grashalmen Keuze, vertaling en nawoord Jabik Veenbaas (2007)
- William Wordsworth en Samuel Taylor Coleridge, Lyrische balladen Vertaling en toelichting Jabik Veenbaas. Nawoord Rob Schouten (2010)
- Jan Owen, De kus en andere gedichten Vertaling en samenstelling Maarten Elzinga en Jabik Veenbaas. Nawoord Maarten Elzinga (2010)

Proza (Engels-Nederlands)
- Susan Brownmiller, Melinda (1989)
- John Irving, Bidden wij voor Owen Meany (Vertaling: C.A.G. van der Broek, Nettie Vink, Jabik Veenbaas)(1989)
- Michael Herr, Walter Winchell (1991)
- Pico Iyer, De dame en de monnik (1991)
- John Irving, De redding van Piggy Sneed (Vertaling: Nettie Vink, Barbara de Lange, C.A.G. van der Broek, Jabik Veenbaas)(1994)
- John Irving, Ruimte binnenshuis (1994)
- Theodore Dalrymple, De filantroop. Testament van een seriemoordenaar. (2007)

Poëzie (Fries-Nederlands)
- Obe Postma, Van het Friese land en het Friese leven Keuze en nawoord: Philippus Breuker. Vertaling: Jabik Veenbaas.(1997)
- Douwe Tamminga, De citadel. Een keur uit zijn gedichten Keuze,vertaling en nawoord Jabik Veenbaas (1999).
- Jij bent zacht als zomerregen. De mooiste Friese liefdesgedichten Keuze, vertaling en nawoord Jabik Veenbaas (2001)
- Albertina Soepboer, Het nachtland/De knotwilg (2003)
- Theun de Vries,  Alles begint bij de dingen Keuze, vertaling en nawoord Jabik Veenbaas (2004)
- Droom in blauwe regenjas. Een keuze uit de nieuwe Friese poëzie sinds 1990. Samenstelling: Tsead Bruinja en Hein Jaap Hilarides. Deel van de vertalingen Jabik Veenbaas. Bevat ook gedichten van Veenbaas zelf (2004)
- De 100 mooiste Friese gedichten Samenstelling Jetske Bilker en Babs Gezelle Meerburg. Deel van de vertalingen Jabik Veenbaas. Bevat ook gedichten van Veenbaas zelf. (2006)
- Elmar Kuiper, Roep de rottweiler op! Keuze Chrétien Breukers en Jabik Veenbaas. Vertalingen Jabik Veenbaas. Nawoord Chrétien Breukers (2006).
- Cornelis van der Wal, Zonderlinge kruising tussen aap en priester Keuze Chrétien Breukers en Jabik Veenbaas. Vertalingen Jabik Veenbaas. Nawoord Chrétien Breukers (2006).
- Abe de Vries, Warme boxkachels & weke irenes. Keuze Chrétien Breukers en Jabik Veenbaas. Vertalingen Jabik Veenbaas. Nawoord Chrétien Breukers (2006).
- Sjoerd Spanninga, Indian Summer Vertalingen en keuze: Jabik Veenbaas en Abe de Vries. Nawoord: Jabik Veenbaas (2007)
- Spiegel van de Friese poëzie Deel van de vertalingen Jabik Veenbaas. Bevat ook gedichten van Veenbaas zelf (2008)
- Het goud op de weg. De Friese poëzie sinds 1880. Samenstelling Abe de Vries. Groot deel van de vertalingen Jabik Veenbaas. Bevat ook gedichten van Veenbaas zelf (2008).
- Obe Postma,  Selected Poems, Een selectie uit het werk van Obe Postma met Engelse en Nederlandse vertalingen. Inleiding en Nederlandse vertalingen: Jabik Veenbaas. Keuze: Philippus Breuker en Jabik Veenbaas. Engelse vertalingen: Anthony Paul (2018).
- Jacobus Q. Smink, Sierreis, Een keuze uit het werk van Jacobus Smink met Nederlandse vertalingen. Selectie: Teake Oppewal. Vertalingen: Jabik Veenbaas (2019).

### Prijzen
- Obe Postmaprijs 1999, voor het vertalen van de bundel Van het Friese land en het Friese leven van Obe Postma.
- Filter-vertaalprijs 2010, met Willem Visser, voor het vertalen van Kritiek van het oordeelsvermogen van Immanuel Kant.